# Carl Vohl
Mathias Egon Ferdinand Julius Carl Vohl (* 20. Oktober 1853 in Esch, Kreis Bergheim; † 1932) war ein deutscher Architekt und preußischer Baubeamter, der im Zeitraum von etwa 1895 bis 1918 in Berlin tätig war.

## Leben
Der Architekt Carl Vohl ist vor allem durch seine Beteiligung an Planung und Ausführung verschiedener Berliner Gerichtsgebäude bekannt geworden. Neben seiner Tätigkeit als Baubeamter arbeitete er aber auch für private Auftraggeber.

## Werk
- 1898–1900: Gebäude für das Geheime Zivilkabinett in Berlin, Wilhelmstraße 54 (verändert erhalten, heute genutzt durch das Bundesministerium für Ernährung, Landwirtschaft und Verbraucherschutz)[3]
- 1900–1901: Landhaus Inselhof für Direktor Karl Veith in (Berlin-)Wannsee, Insel Schwanenwerder (1975 abgerissen)
- 1902–1906: Neues Kriminalgericht Moabit in Berlin-Moabit, Turmstraße / Rathenower Straße (erhalten)[4]
- 1904–1905: Palais für Otto Gerstenberg in Berlin-Schmargendorf, Hammersteinstraße 20 (erhalten)[5]
- 1906–1907: Villa Drimborn in Berlin-Dahlem (erhalten)[6]
- 1909–1913: Gerichtsgebäude für das Kammergericht in Berlin-Schöneberg, Elßholzstraße, am Heinrich-von-Kleist-Park (zwischenzeitlich Alliierter Kontrollrat, verändert erhalten)[7]

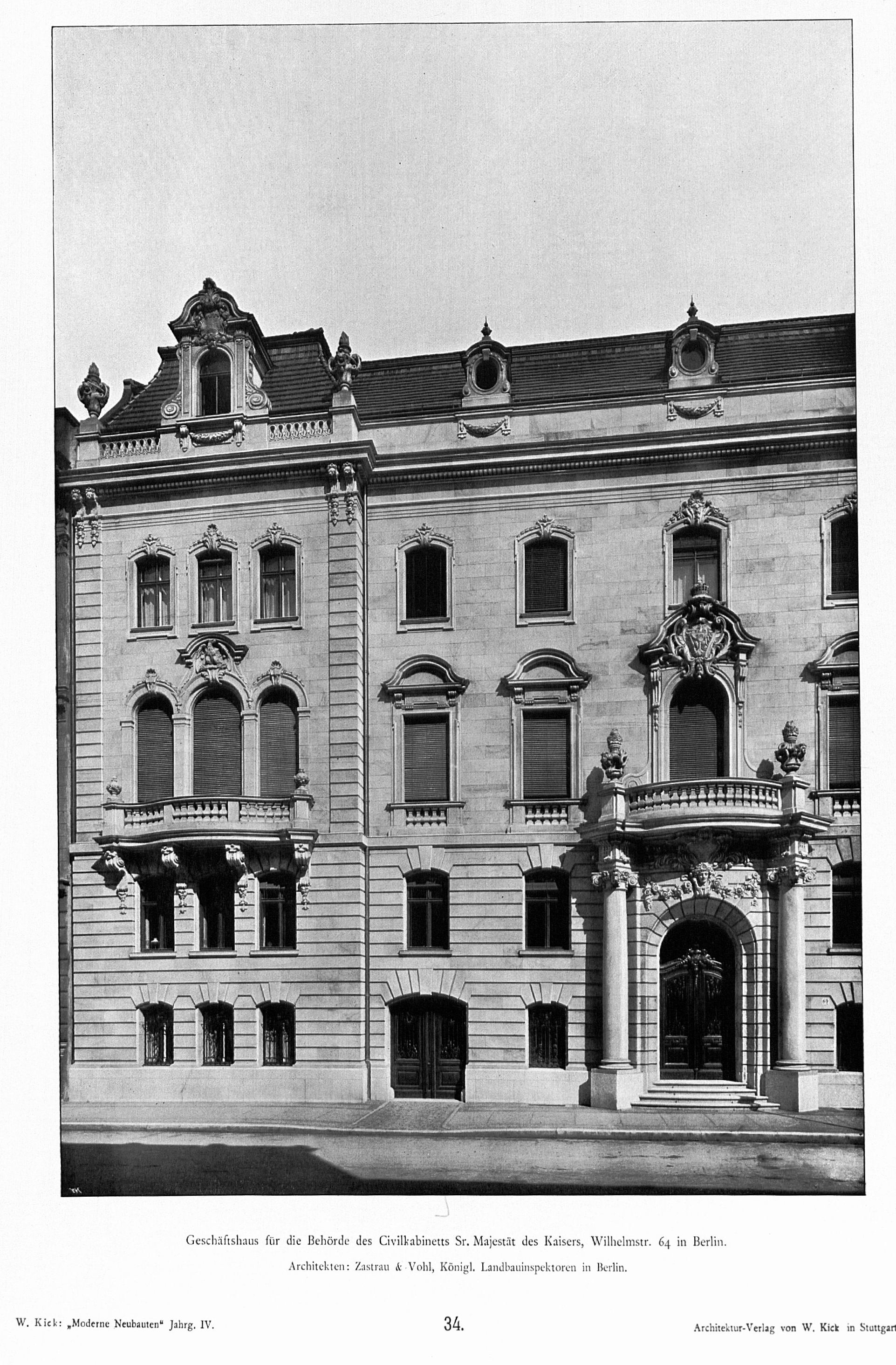
Geheimes Zivilkabinett, 1902
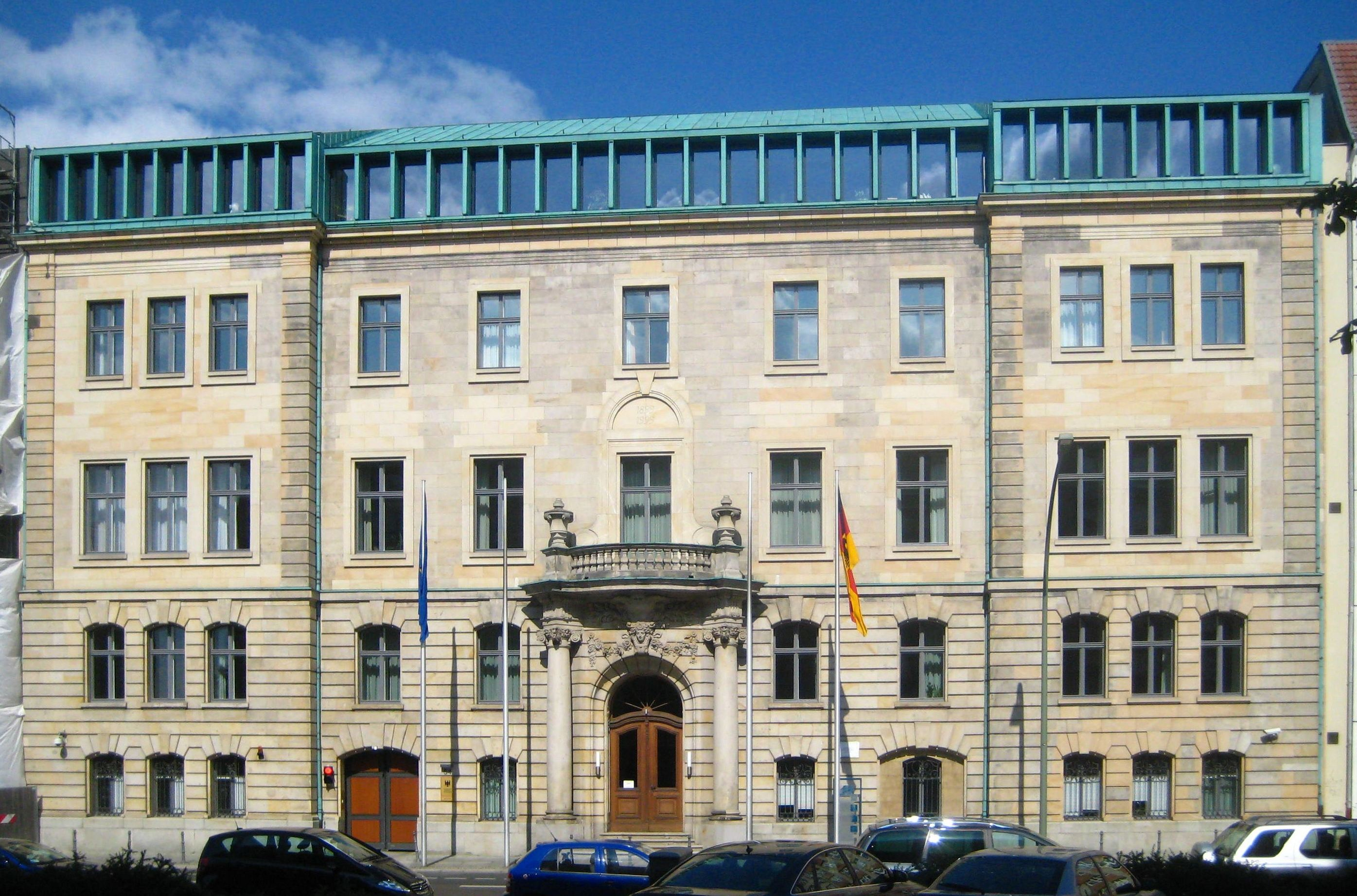
ehem. Geheimes Zivilkabinett 2009
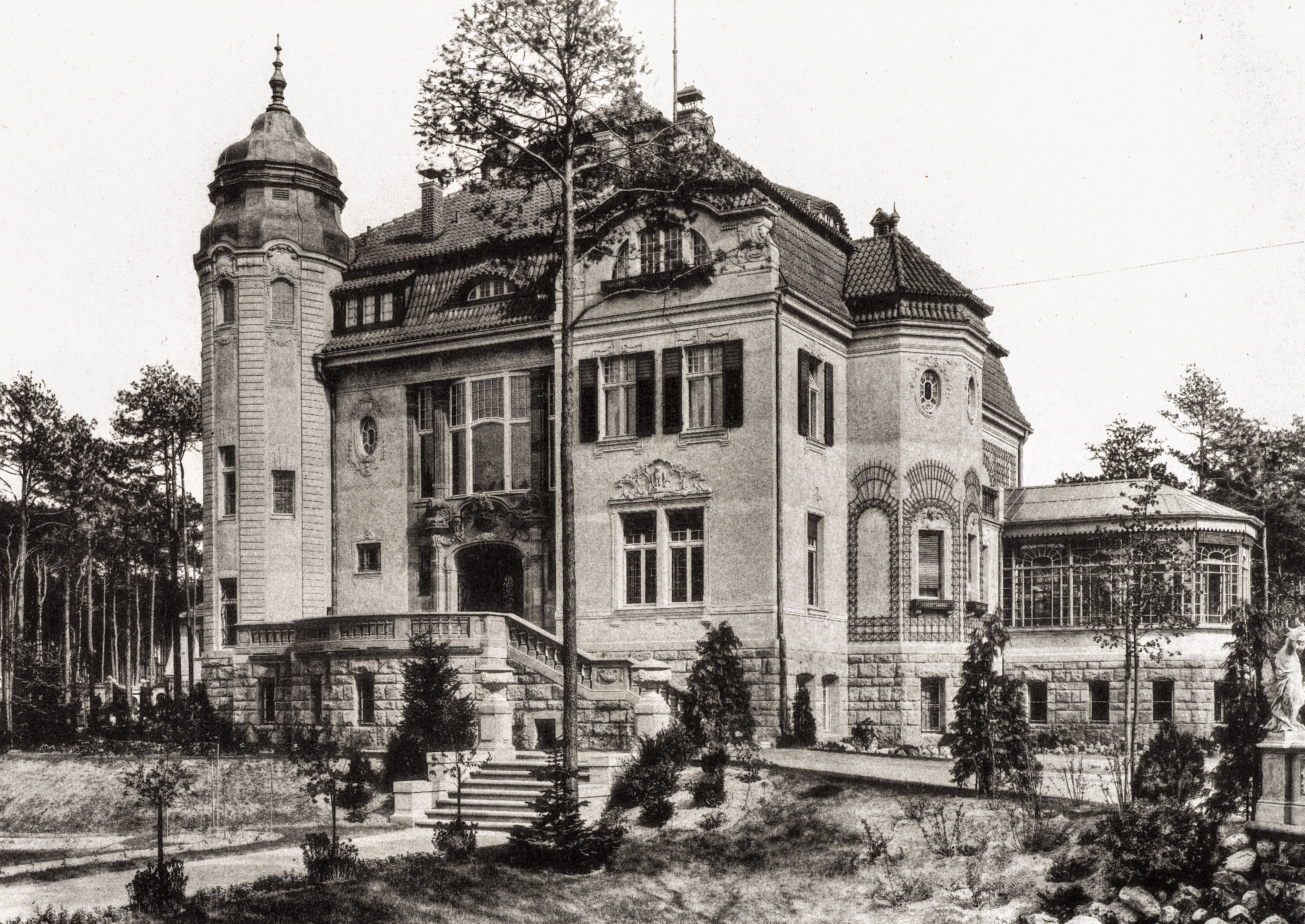
Palais Gerstenberg 1904

## Schriften
- Das neue Kriminalgericht in Berlin-Moabit. In: Zeitschrift für Bauwesen, 58. Jahrgang 1908, Sp. 329–360, Sp. 547–574 / Atlas zur Zeitschrift für Bauwesen, Tafeln 38–44. (Digitalisat im Bestand der Zentral- und Landesbibliothek Berlin)
- Der Neubau für das Kammergericht in Berlin. In: Zeitschrift für Bauwesen, 65. Jahrgang 1915, Heft 10–12, Sp. 519–548.